# Elecciones presidenciales de la República Dominicana de 2012
Las elecciones presidenciales de la República Dominicana de 2012 se celebraron el domingo 20 de mayo de 2012 resultando ganador Danilo Medina del Partido de la Liberación Dominicana. Fueron las quintas elecciones presidenciales en las que los electores eligieron al presidente y vicepresidente de la República Dominicana desde 1996 cuando se cambió la ley electoral separando las elecciones presidenciales de las congresuales y municipales.
Fueron las primeras elecciones presidenciales que coincidieron con las elecciones de los Diputado de Ultramar en las seccionales de dominicanos en el exterior, tal como fue aprobado en la reforma constitucional de 2010. Desde 1974, las elecciones en la República Dominicana se realizan los días 16 de mayo cada cuatro años, sin embargo la reforma a la Constitución dominicana realizada en 2009 estableció en su artículo 209 que las elecciones serían realizadas el domingo 20 de mayo de 2012 para evitar que coincidan con un día laboral.
La legislación de República Dominicana establece que para alcanzar la presidencia un candidato debe superar el 50%+1 de los votos válidos, para evitar una segunda vuelta.

## Antecedentes
En 2008, Leonel Fernández del Partido de la Liberación Dominicana derrotó a los candidatos Miguel Vargas Maldonado del Partido Revolucionario Dominicano; Amable Aristy Castro del Partido Reformista Social Cristiano; Eduardo Estrella del Partido Revolucionario Social Demócrata; Trajano Santana del Partido Revolucionario Independiente; Guillermo Moreno del Movimiento Independencia, Unidad y Cambio; y Pedro de Jesús Candelier del Partido Alianza Popular en las elecciones presidenciales, mientras que el Partido de la Liberación Dominicana mantenía una mayoría considerable en ambas cámaras del Congreso Dominicano. Los temas principales durante la campaña de 2008 fueron los problemas de la reelección, la estabilidad macroecónomica sostenida por el gobierno de Fernández y la alegada corrupción que imperaba en el panorama político. El metro y otros asuntos nacionales también fueron temas dominantes, especialmente durante los últimos meses de campaña.
Durante la tercera presidencia de Fernández se realizaron varias construcciones, fue inaugurado y se hizo una segunda línea para el metro, crecimiento del turismo y las zonas francas. Hubo una reforma constitucional, se designaron nuevos jueces en la Suprema Corte de Justicia, y el íntegrode los tribunales Constitucional y Electoral. Se firmaron varios acuerdos, entre ellos: siete acuerdos bilaterales con el gobierno de Haití que incluye el Fondo Bolivariano de Solidaridad para financiar proyectos y sobre seguridad fronteriza, comercio, migración, salud, medio ambiente, agropecuaria; además un acuerdo sobre transporte aéreo con Colombia. También promulgó una ley que otorga una amnistía fiscal a todos los empleadores con atraso en los pagos al sistema de Seguridad Social, sin embargo fracasó en su intento de aplicarla en su totalidad.
En las elecciones congresuales y municipales de 2010 el Partido de la Liberación Dominicana consiguió la mayoría de representantes en ambas Cámaras del Congreso Dominicano, y el Partido Revolucionario Dominicano sólo alcanzó unos pocos escaños en la Cámara de Diputados, pero no obtuvo senadores.
Un sondeo de 2011 encontró que la mayoría de los dominicanos estaban descontentos con el gobierno. No obstante, aunque muchos de los dominicanos creía que Fernández podía lidiar con las adversidades económicas, se mostraban inconformes con su gestión.
La crisis interna de los dos principales partidos contendientes ha supuesto una división dentro de ambos, detonando el transfuguismo mutuo entre sus miembros. El PRD es el partido que mantiene un conflicto interno más complejo. A pesar de resolverse a través de un pacto firmado por ambas partes en marzo de 2012, esto fue desacatado y los partidos siguieron con una campaña agresiva.

## Primarias
En la República Dominicana la política se rige por un sistema pluripartidista, habiendo sólo dos partidos mayoritarios y 24 minoritarios. Para estas elecciones habrá un total de 26 recuadros 24 hábiles, donde unos catorce de ellos irán como aliado al Partido de la Liberación Dominicana, cinco irán como aliados a Partido Revolucionario Dominicano y cuatro irán independientes. La mayoría de los medios de comunicación y el enfoque público se centran en los actuales dos partidos mayoritarios. También serán electos los Diputados de Ultramar o del exterior.
Cada partido principal alberga las personalidades que pasan por un proceso de nominación para determinar el candidato presidencial por ese partido. El proceso de nominación se compone de primarias. El ganador de cada una de estas elecciones primarias tiene el derecho de optar por la presidencia del país. Algunos partidos minoritarios o casi todos no celebran primarias, ya que el candidato es elegido de manera informar o por su formación política o académica.

### Nominaciones
Las siguientes notables personas fueron presentadas por sus respectivos partidos o anunciaron sus intenciones de buscar la candidatura presidencial de 2012 de la República Dominicana.
- Partido de la Liberación Dominicana
  - Danilo Medina - 323, 465 votos obtenidos para un 87.65%
  - José Tomás Pérez - 18,004 votos obtenidos para un 4.88%
  - Francisco Domínguez Brito - 14,988 votos obtenidos para un 4.7%
  - Radhamés Segura - 12,168 votos obtenidos para un 3.30%
- Partido Revolucionario Dominicano
  - Hipólito Mejía - 494,100 votos obtenidos para un 53.30%
  - Miguel Vargas Maldonado - 432, 972 votos obtenidos para un 46.70%

Notas

## Partidos políticos
Un total de 24 partidos políticos estarán figurando en la boleta electoral, de los cuales hay 2 principales o mayoritarios y 22 minoritarios. Los partidos políticos minoritarios son aquellos que no alcanzan más del 10% de intención de votos y que claramente no son rivales directamente ante los candidatos principales. Estos partidos políticos generalmente optan por aliarse a uno de los mayoritarios. 13 partidos fueron rechazados previamente por la JCE.
- Partido de la Liberación Dominicana (PLD)
- Partido Revolucionario Dominicano (PRD)
- Partido Reformista Social Cristiano (PRSC)
- Bloque Institucional Social Demócrata (BIS)
- Movimiento Democrático Alternativo (MODA)
- Alianza por la Democracia (APD)
- Unión Demócrata Cristiana (UDC)
- Partido Quisqueyano Demócrata Cristiano (PQDC)
- Frente Amplio (FA)
- Fuerza Nacional Progresista (FNP)
- Partido Cívico Renovador (PCR)
- Partido Revolucionario Social Demócrata (PRSD)
- Partido De Los Trabajadores Dominicanos (PTD)
- Partido Humanista Dominicano (PHD)
- Partido Dominicanos por el Cambio (DxC)
- Partido Popular Cristiano (PPC)
- Partido Demócrata Popular (PDP)
- Partido Demócrata Institucional (PDI)
- Partido de Unidad Nacional (PUN)
- Partido Liberal de la República Dominicana La Estructura (PLRD)
- Partido Acción Liberal (PAL)
- Partido Socialista Verde (PASOVE)
- Partido Alianza Social Dominicana (ASD)
- Alianza País (ALPAIS)

## Candidaturas
| Candidato(a)                  | Edad    | Organización política                                              | Proclamación como candidato | Candidato(a) a la vicepresidencia |
| ----------------------------- | ------- | ------------------------------------------------------------------ | --------------------------- | --------------------------------- |
| Danilo Medina                 | 73 años | Partido de la Liberación Dominicana                                | 26 de junio de 2011         | Margarita Cedeño                  |
| Hipólito Mejía                | 84 años | Partido Revolucionario Dominicano                                  | 6 de marzo de 2011          | Luis Abinader                     |
| Guillermo Moreno              | 68 años | Alianza País                                                       | 7 de agosto de 2011         | Chiqui Vicioso                    |
| Eduardo Estrella              | 71 años | Dominicanos por el Cambio                                          | 18 de septiembre de 2011    | Fauntly Garrido                   |
| Max Puig                      | 68 años | Alianza por la Democracia                                          | 11 de agosto de 2011        | Luz María Abreu                   |
| Julián Serulle                | -       | Frente Amplio                                                      | 5 de junio de 2011          | Fidel Santana                     |
| Jorge Radhamés Zorrilla Ozuna | 70 años | Partido Cívico Renovador                                           | 8 de septiembre de 2009     |                                   |
| Yariel Rivas                  | 18 años | Congreso Democrático Revolucionario Progresista del Pueblo Cibaeño | 8 de marzo de 2010          | Yanilza Rivas                     |

## Colegios electorales
Para estas elecciones se dispondrá de un total de 14,470 colegios electorales repartidos por todo el país. Estos colegios funcionan como base para el sufragio de los votantes. El los mismos habrá un estimado de 74,000 funcionarios, incluyendo supervisores y personal de apoyo. La JCE reclutó un total de 149,265 candidatos/as, de los cuales 96,092 son mujeres y 53,173 son hombres.

## Padrón
Según el IX Censo Nacional de Población y Vivienda 2010 de la República Dominicana, el país tiene una población total estimada de 9.3 millones de habitantes de los cuales 6,502,968 estarían hábiles para votar de acuerdo al padrón oficial de la Junta Central Electoral.
| Edades   | Mujeres   | Hombres   | Total     | Porcentaje |
| -------- | --------- | --------- | --------- | ---------- |
| 18-29    | 888,510   | 865,755   | 1,754,265 | 27.0       |
| 30-39    | 747,387   | 727,760   | 1,475,147 | 22.7       |
| 40-49    | 653,423   | 640,059   | 1,293,482 | 19.9       |
| 50 o más | 1,004,744 | 9,75,330  | 1,980,074 | 30.4       |
| Total    | 3,294,064 | 3,208,904 | 6,502,968 | 100        |

### Padrón por provincias
| Provincia              | Votantes  | Porcentaje(%) |
| ---------------------- | --------- | ------------- |
| Santo Domingo          | 1,254,526 | 19.29         |
| Distrito Nacional      | 775,417   | 11.92         |
| Santiago               | 685,874   | 10.55         |
| San Cristóbal          | 349,598   | 5.38          |
| La Vega                | 282,955   | 4.35          |
| Duarte                 | 220,061   | 3.38          |
| Puerto Plata           | 219,537   | 3.38          |
| San Pedro de Macorís   | 190,405   | 2.93          |
| Espaillat              | 169,704   | 2.61          |
| San Juan               | 169,454   | 2.61          |
| La Romana              | 152,090   | 2.34          |
| Azua                   | 144,268   | 2.22          |
| Peravia                | 124,594   | 1.92          |
| Monseñor Nouel         | 123,734   | 1.90          |
| La Altagracia          | 121,119   | 1.86          |
| Monte Plata            | 118,195   | 1.82          |
| Barahona               | 114,852   | 1.77          |
| Sánchez Ramírez        | 113,196   | 1.74          |
| Valverde               | 104,958   | 1.61          |
| María Trinidad Sánchez | 100,644   | 1.55          |
| Hermanas Mirabal       | 83,878    | 1.29          |
| Montecristi            | 76.003    | 1.77          |
| Bahoruco               | 65,179    | 1.00          |
| Samaná                 | 64,340    | 0.99          |
| Hato Mayor             | 62,892    | 0.97          |
| El Seibo               | 55,909    | 0.86          |
| Santiago Rodríguez     | 47,605    | 0.73          |
| San José de Ocoa       | 46,538    | 0.72          |
| Dajabón                | 46,303    | 0.71          |
| Elías Piña             | 40,629    | 0.62          |
| Independencia          | 32,460    | 0.50          |
| Pedernales             | 17,402    | 0.27          |

### Padrón internacional
| País             | Votantes | Porcentaje(%) |
| ---------------- | -------- | ------------- |
| Estados Unidos   | 223,250  | 37.9          |
| España           | 62,670   | 19.1          |
| Antillas Menores | 11,531   | 3.5           |
| Italia           | 9,581    | 2.9           |
| Venezuela        | 5,848    | 1.8           |
| Panamá           | 5,439    | 1.6           |
| Suiza            | 4,261    | 1.3           |
| Canadá           | 2,697    | 0.8           |
| Holanda          | 2,564    | 0.8           |
| Francia          | 520      | 0.2           |
| Alemania         | 288      | 0.1           |

## Mediciones
| Fecha      | Encuestadora               | Hipólito Mejía | Danilo Medina | Guillermo Moreno | Eduardo Estrella | Julián Serulle | Max Puig |
| ---------- | -------------------------- | -------------- | ------------- | ---------------- | ---------------- | -------------- | -------- |
| 06/2011    | Sigma Dos                  | 40.6%          | 53.6%         |                  |                  |                |          |
| 07/2011    | Centro Económico del Cibao | 63.0%          | 33.3%         |                  |                  |                |          |
| 08/2011    | GALLUP-HOY                 | 47.9%          | 33.4%         |                  |                  |                |          |
| 07/2011    | Penn, Schoen & Berland     | 51.0%          | 39.0%         |                  |                  |                |          |
| 09/2011    | Centro Económico del Cibao | 54.0%          | 37.8%         |                  |                  |                |          |
| 10/2011    | GALLUP-HOY                 | 47.9%          | 42.6%         |                  |                  |                |          |
| 11/2011    | CID-GALLUP                 | 51.0%          | 36.0%         |                  |                  |                |          |
| 12/2011    | ASISA                      | 40.5%          | 53.1%         | 1.5%             |                  | 0.1%           |          |
| 12/2011    | Hamilton Compaigns         | 45.0%          | 46.0%         |                  |                  |                |          |
| 12/2011    | Gallup-HOY                 | 47.9%          | 42.6%         | 2.2%             | 1.5%             | 1%             |          |
| 01/2012    | CIEMARK                    | 47.2%          | 48.7%         | 1.7%             |                  |                |          |
| 01/2012    | Penn, Schoen & Berland     | 44.0%          | 46.0%         |                  | 1%               |                |          |
| 02/2012    | Hamilton                   | 45.0%          | 50.0%         | 1.7%             | 1%               | 0.4%           |          |
| 02/2012    | Benenson Strategy Group    | 46.0%          | 50.0%         |                  | 1%               |                |          |
| 02/2012    | Insight                    | 41.0%          | 45.2%         |                  | 1%               |                |          |
| 02/2012    | Bendinex & Amandi          | 50.0%          | 39.0%         |                  |                  |                |          |
| 02/2012    | ASISA                      | 46.3%          | 52.1%         |                  |                  |                |          |
| 03/2012    | Centro Económico del Cibao | 51.2%          | 43.7%         |                  |                  |                |          |
| 03/2012    | Greenberg-DL               | 46.0%          | 47.0%         |                  |                  |                |          |
| 03/2012    | Gallup-HOY                 | 45.2%          | 48.7%         |                  |                  |                |          |
| 03/2012    | Insight                    | 42.5%          | 49.8%         | 1.0%             |                  |                |          |
| 04/2012    | ASISA                      | 46.0%          | 52.8%         |                  |                  |                |          |
| 04/2012    | Newlink Research           | 44.0%          | 49.1%         |                  |                  |                |          |
| 04/2012    | Benenson Strategy Group    | 43.0%          | 51.0%         |                  |                  |                | 0.9%     |
| 04/2012    | CIEMARK                    | 43.2%          | 51.6%         |                  | 1%               |                |          |
| 30/04/2012 | Hamilton Campaings         | 44%            | 51%           |                  | 1%               |                |          |